# هجوم خاركيف 2024
هجوم خاركيف 2024 هو هجوم بدأته القوات المسلحة الروسية في 10 مايو من عام 2024 عندما حاولت اختراق الدفاعات الأوكرانية في مقاطعة خاركيف باتجاه فوفتشانسك وخاركيف، وتمكنت روسيا بحسب صحيفة الغارديان البريطانية من تحقيق أعلى مكاسب لها في المقاطعة منذ 18 شهرا. تمكنت روسيا خلال الهجوم من السيطرة على أكثر من 13 بلدة وقرية أوكرانية، وفي أوائل يونيو توقفت روسيا عن الهجوم، وبحسب صحيفة الغارديان فإن الوضع على الجبهة قد «استقر». بدأت القوات المسلحة الأوكرانية بعدها هجوما مضادا وتمكنت من إستعادة السيطرة على أول بلدة في 19 يونيو، لكنها لم تتمكن من التقدم بشكل أكبر.
يُقال أن القوات الروسية هاجمت مقاطعة سومي بريًا في مدة بين 9 يونيو و12 يونيو على أبعد تقدير.